# آي. رايموند كريمر
آي. رايموند كريمر (بالإنجليزية: I. Raymond Kremer)‏ هو محامي وقاضي أمريكي، ولد في 28 يناير 1921 في فيلادلفيا في الولايات المتحدة، وتوفي في 26 مارس 1999 في Center City, Philadelphia ‏ في الولايات المتحدة.